# Fläckig smaragdmätare
Fläckig smaragdmätare (Comibaena bajularia) är en fjärilsart som först beskrevs av Denis och Ignaz Schiffermüller 1775.  Fläckig smaragdmätare ingår i släktet Comibaena, och familjen mätare. Enligt den finländska rödlistan är arten sårbar i Finland. Arten är reproducerande i Sverige. Artens livsmiljö är friska och torra lundar.

## Bildgalleri

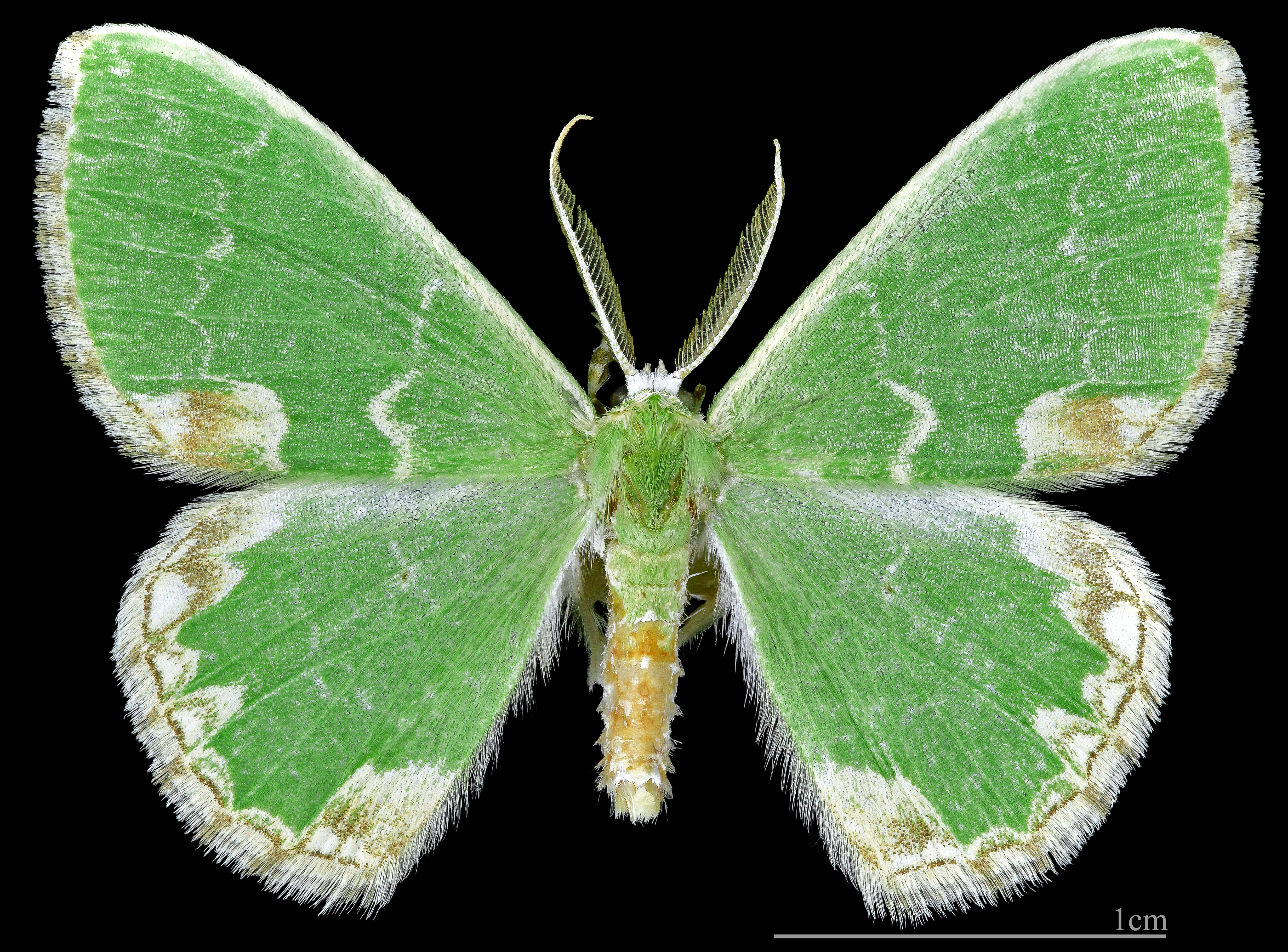
♂
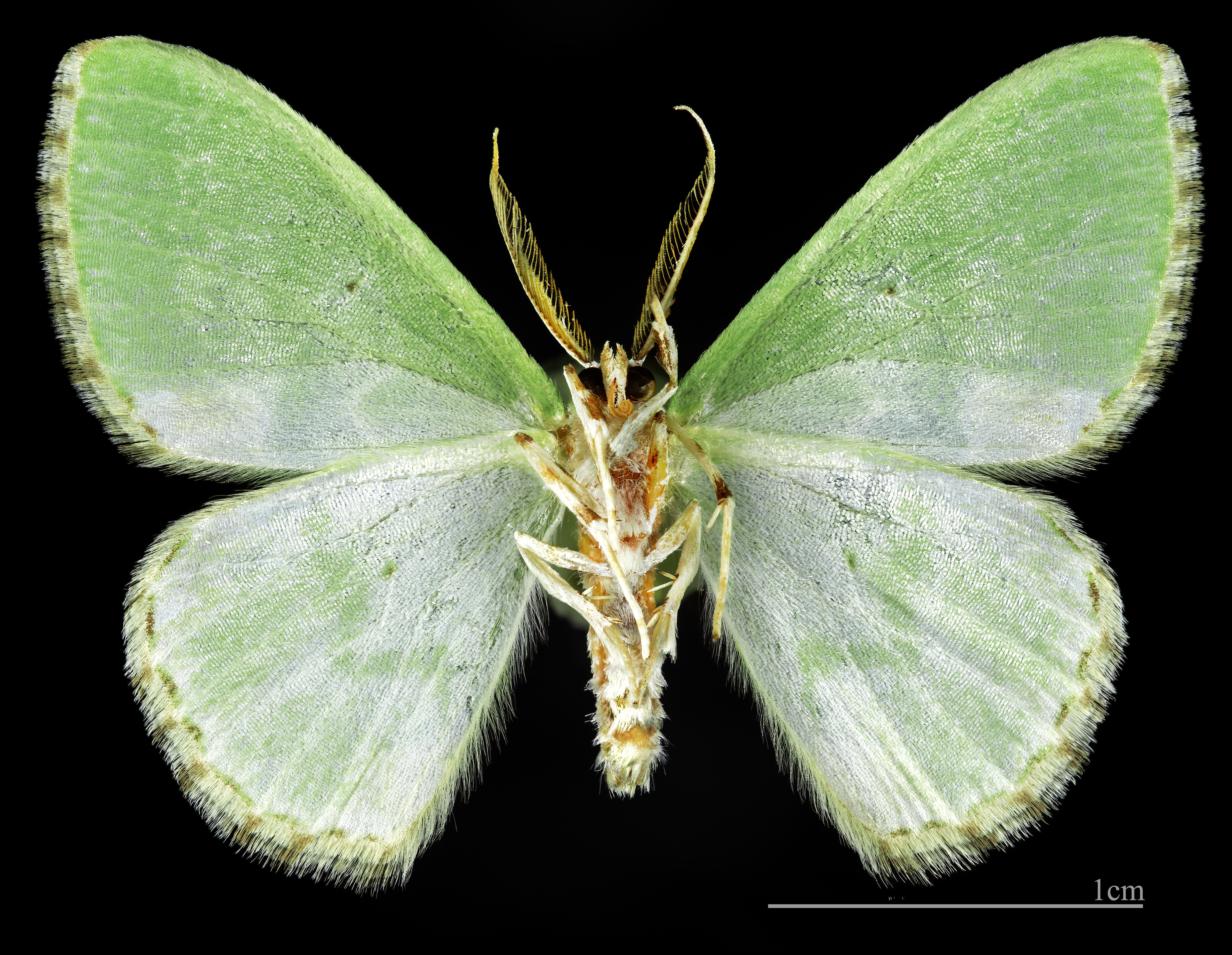
♂ △
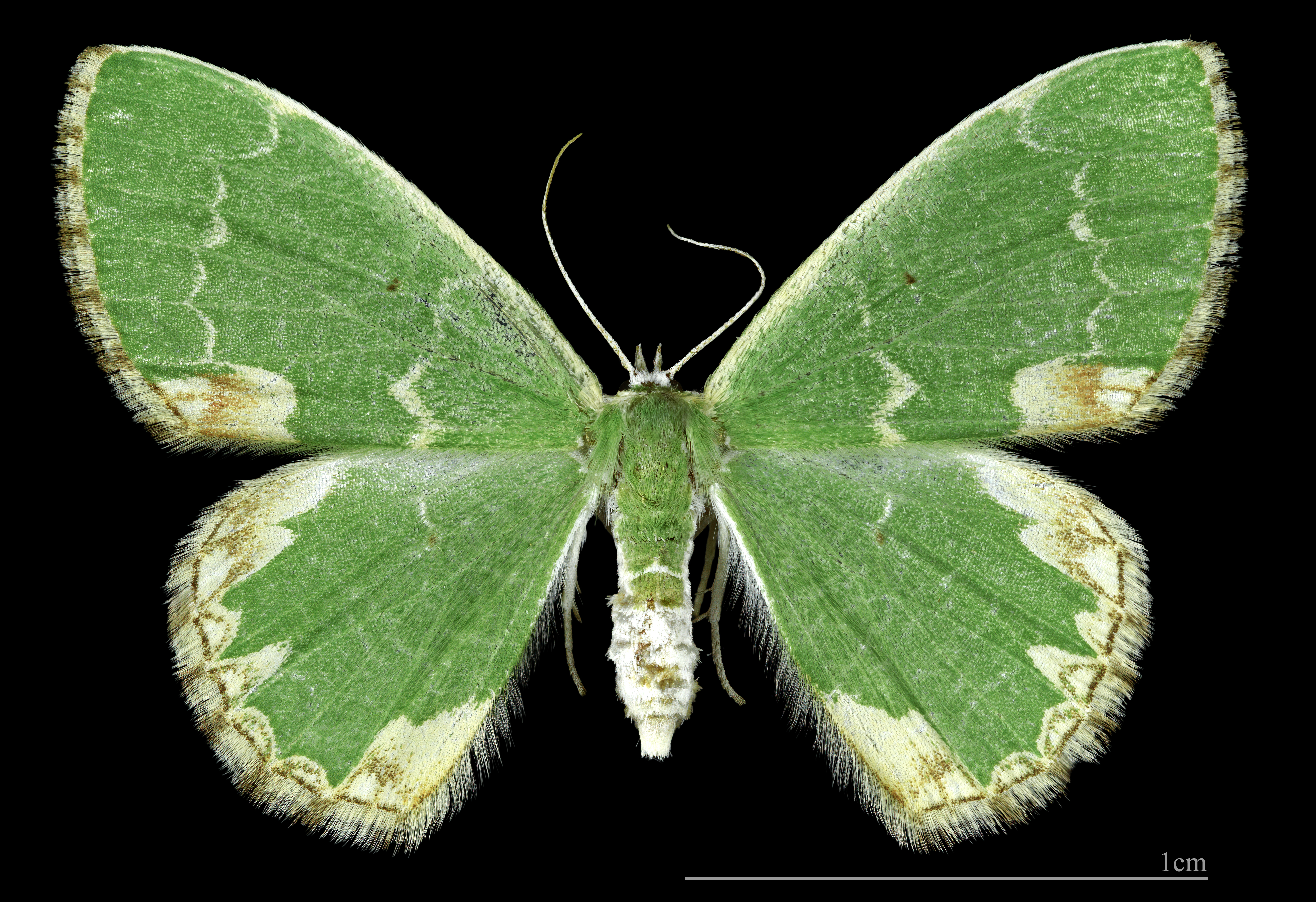
♀
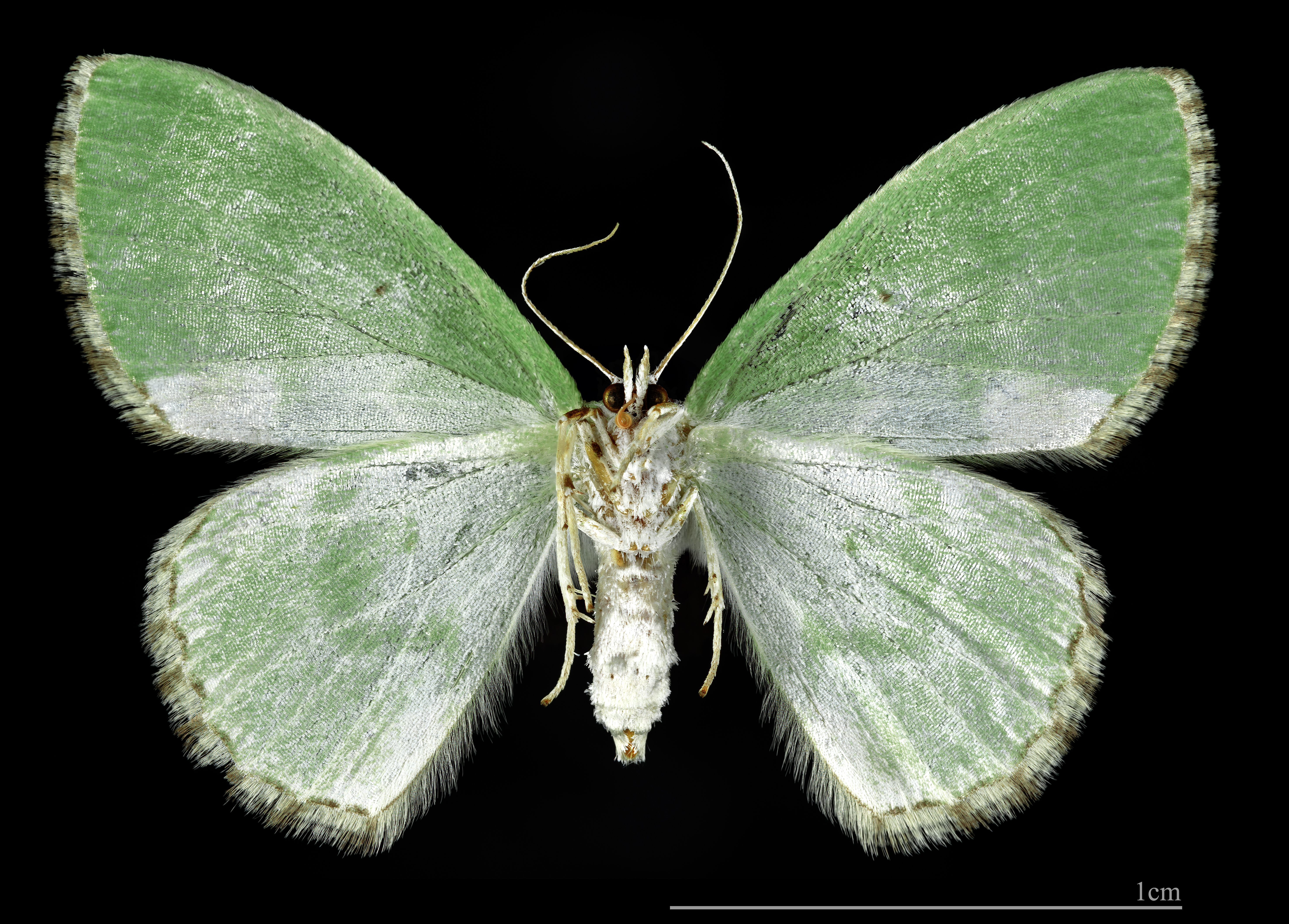
♀ △